# Cophyla grandis
Cophyla grandis es una especie de anfibio anuro de la familia Microhylidae. Es endémica de las selvas tropicales del norte, este y centro de Madagascar hasta los 1400 m de altitud. Se reproduce en cavidades de los árboles.